# Венери от Малта
Венерите от Малта са статуетки от периода на праисторията, която датира от около 19 хилядолетие пр.н.е. – 21 хилядолетие пр.н.е. Представляват 29 фигурки, изработени от бивницата на мамут. Съхраняват се в държавния Ермитаж в град Санкт Петербург.
Те са открити през 1928 г. в палеолитния обект Малта, край село Малта (на руски: Мальта), Усолски район, при река Ангара, близо до езерото Байкал в Иркутска област, Сибир от археолозите Сергей Замятнин, Георги Сосновски и Михаил Герасимов.

## Фотогалерия
- Част от статуетките палеолитни Венери.